# 쾌락 (영화)
쾌락(Le Plaisir, House Of Pleasure)은 프랑스에서 제작된 막스 오퓔스 감독의 1952년 드라마 영화이다. 클로드 다우핀 등이 주연으로 출연하였고 막스 오퓔스 등이 제작에 참여하였다.

## 출연

### 주연
- 클로드 다우핀

### 조연
- 마들레인 르노드
- 지넷 르클레르
- 다니엘 다리유
- 피에르 브라소
- 장 가뱅
- 장 세르베
- 다니엘 겔린
- 시몬느 시몽
- 아메디
- 르네 브랜카드
- 헨리 크레미스
- 폴레트 더보스
- 로버트 롬바드
- 헬레나 맨슨
- 마르셀 페레스
- 장 마이어
- 루이스 사이그너
- 찰스 비지에르

## 제작진
- 미술: 장 디에보네